# Broken Hills
Broken Hills é uma cidade fantasma no condado de Mineral, estado do Nevada, nos Estados Unidos. Nasceu em 1913 quando foi descoberto ouro na sua área.
Broken Hills foi fundado por dois ingleses, Joseph Arthur e James Stratford.  Eles foram as primeiras pessoas a encontrar minério em Broken Hills. Depois de cinco anos de trabalho, Arthur e  Stratford apenas receberam um total de 68.000 dólares. Arthur e Stratford venderam as suas propriedades a  George Graham Rice, que promoveu a mina e vendeu partes da propriedade. Rice investiu  75.000 dólares em ações na mina para produzir apenas de 7.000 dólares de rendimento.

## References
1. ↑  «Ghost Towns Broken Hills, Nevada». Consultado em 17 de março de 2014